# Báo và phát thanh, truyền hình Phú Thọ
Báo và Phát thanh - Truyền hình Phú Thọ (tiếng Anh: Phu Tho Newspaper and Radio - Television, viết tắt là: PTV) là một đài phát thanh và truyền hình, trực thuộc Ủy ban nhân dân tỉnh Phú Thọ.
Ngày 29 tháng 3 năm 2014, kênh truyền hình Phú Thọ chính thức phát sóng trên Vệ tinh Vinasat 1 (vượt trước 2 năm so với Nghị quyết Đại hội Đảng bộ tỉnh Phú Thọ), đã mở ra một chương mới trong lộ trình hội nhập. Quyết liệt trong chỉ đạo và thực hiện theo hướng chuyên môn hóa, kế hoạch hóa, chỉ trong một thời gian ngắn, Đài PT-TH Phú Thọ nâng thời lượng phát sóng truyền hình hàng ngày từ 15 giờ lên 18 giờ, trong đó tăng thời lượng chương trình tự sản xuất lên gấp 2,6 lần so với trước khi lên Vệ tinh.
Ngày 15 tháng 11 năm 2016, Đài PT-TH Phú Thọ chính thức hoàn thiện việc chuyển đổi tổ chức sản xuất và phát sóng tín hiệu truyền hình theo chuẩn HD. Với sự kiện này, Đài Phú Thọ trở thành đơn vị đầu tiên trong hệ thống các Đài địa phương trong cả nước phát sóng truyền hình chuẩn HD. Cũng trong năm này, Đài Phát thanh và Truyền hình Phú Thọ xuất bản ấn phẩm PTV, là phương tiện thứ 4 hội tụ trong một cơ quan báo chí đa phương tiện.

## Lịch sử
Ngày 19 tháng 9 năm 1956: Đài truyền thanh Phú Thọ (tiền thân của Đài Phát thanh và Truyền hình Phú Thọ - PTV) phát chương trình đầu tiên tại thị xã Phú Thọ, khi đó thị xã là tỉnh lỵ của tỉnh Phú Thọ. Những năm đầu hoạt động, Đài Truyền thanh Phú Thọ có 6 cán bộ, nhưng đã hoàn thành nhiệm vụ trang âm nhiều sự kiện quan trọng của tỉnh, trong đó có các buổi nói chuyện của Bác Hồ khi về thăm và làm việc tại tỉnh Phú Thọ. Nhạc hiệu đài là bài "Trường ca Sông Lô" của nhạc sỹ Văn Cao, được dùng từ khi thành lập Đài cho đến nay.
Năm 1968, hai tỉnh Phú Thọ và Vĩnh Phúc hợp nhất thành tỉnh Vĩnh Phú, Đài Truyền thanh Phú Thọ được đổi tên thành Đài truyền thanh Vĩnh Phú. Trong suốt những năm tháng kháng chiến chống Mỹ cứu nước, Đài Phát thanh Vĩnh Phú đã hoàn thành xuất sắc nhiệm vụ cổ vũ, động viên toàn Đảng, toàn dân thi đua thực hiện thắng lợi 2 nhiệm vụ chiến lược, đồng thời là công cụ điều hành đắc lực của chính quyền trong thời điểm kháng chiến.
Sau khi đất nước thống nhất, năm 1975, Đài truyền thanh Vĩnh Phú được đổi tên thành Đài Phát thanh Vĩnh Phú. Trong những năm đầu đất nước hòa bình, Đài phát thanh Vĩnh Phú là điểm sáng của các địa phương trong cả nước về phát triển hệ thống truyền thanh cơ sở và chỉ đạo Xí nghiệp truyền thanh là đơn vị trực thuộc Đài phát thanh Vĩnh Phú phát triển trở thành điển hình tiên tiến. Năm 1978, thực hiện nhiệm vụ hợp tác Quốc tế của tỉnh Vĩnh Phú, Đài phát thanh tỉnh Vĩnh Phú đã cử một đoàn công tác vận chuyển 7 tấn thiến bị sang tỉnh Luông Nậm Thà, nước Cộng hòa Dân chủ Nhân dân Lào, tỉnh kết nghĩa với tỉnh Vĩnh Phú xây dựng Đài truyền thanh.
Ngày 7 tháng 9 năm 1993: Đài Phát thanh Vĩnh Phú phát sóng chương trình truyền hình đầu tiên trên kênh 7 VHF, chính thức ghi dấu ấn một chặng đường phát triển mới của ngành phát thanh - truyền trên quê hương đất Tổ.
Ngày 1 tháng 1 năm 1997: Tỉnh Vĩnh Phú chia tách thành 2 tỉnh Phú Thọ và Vĩnh Phúc. Đài Phát thanh và Truyền hình Vĩnh Phú được đổi tên thành Đài Phát thanh và Truyền hình Phú Thọ như ngày nay.
Từ năm 2005 đến năm 2009:  Đài Phát thanh và Truyền hình Phú Thọ tập trung triển khai chương trình số hóa quy trình sản xuất các chương trình phát thanh và Truyền hình của Đài bằng việc đầu tư các máy quay phim kỹ thuật số, các thiết bị dựng hình phi tuyến, lưu trữ phát sóng trên mạng server, đưa vào sử dụng xe truyền hình lưu động trong năm 2006.
Ngày 19 tháng 5 năm 2010: Đúng vào dịp kỷ niệm 120 năm ngày sinh Chủ tịch Hồ Chí Minh, Đài Phát thanh và Truyền hình Phú Thọ chính thức khai trương và đưa vào sử dụng website tại địa chỉ: http://phuthotv.vn, chính thức hình thành phương tiện báo chí thứ 3 trong cơ quan báo nói - báo hình.
Ngày 29 tháng 3 năm 2014: kênh truyền hình Phú Thọ chính thức phát sóng trên Vệ tinh Vinasat-1 (vượt trước 2 năm so với Nghị quyết Đại hội Đảng bộ tỉnh Phú Thọ), đã mở ra một chương mới trong lộ trình hội nhập. Quyết liệt trong chỉ đạo và thực hiện theo hướng chuyên môn hóa, kế hoạch hóa, chỉ trong một thời gian ngắn, Đài Phú Thọ nâng thời lượng phát sóng truyền hình hàng ngày từ 15 giờ lên 18 giờ, trong đó tăng thời lượng chương trình tự sản xuất lên gấp 2,6 lần so với trước khi lên Vệ tinh.
Ngày 15 tháng 11 năm 2016: Đài Phát thanh và Truyền hình Phú Thọ chính thức hoàn thiện việc chuyển đổi tổ chức sản xuất và phát sóng tín hiệu truyền hình theo chuẩn HD. Với sự kiện này, Đài Phú Thọ trở thành đơn vị đầu tiên trong hệ thống các Đài địa phương trong cả nước phát sóng truyền hình chuẩn HD. Cũng trong năm này, Đài Phát thanh và Truyền hình Phú Thọ xuất bản ấn phẩm PTV, là phương tiện thứ 4 hội tụ trong một cơ quan báo chí đa phương tiện.
Năm 2017: Đài Phát thanh và Truyền hình Phú Thọ tăng thời lượng phát sóng phát thanh và mở rộng diện phủ sóng phát thanh ra cả nước và khu vực Đông Nam Á bằng việc chính thức phát sóng phát thanh trên Vệ tinh Vinasat-1.
Ngày 19 tháng 5 năm 2017: Đài Phát thanh và Truyền hình Phú Thọ mở rộng diện phủ sóng truyền hình qua hệ thống truyền hình cáp từ nội tỉnh lên cáp Quốc gia (VTVcab) theo chuẩn HD.
Ngày 15 tháng 8 năm 2017: Đài Phát thanh và Truyền hình Phú Thọ dừng phát sóng analog, chính thức phát sóng truyền hình số mặt đất chuẩn SD kênh 48 trên hạ tầng truyền dẫn RTB.
Từ ngày 13 tháng 6 năm 2025, hợp nhất Đài Phát thanh - Truyền hình Phú Thọ với Báo Phú Thọ thành Báo và Đài Phát thanh - Truyền hình Phú Thọ.
Từ ngày 1 tháng 7 năm 2025, Báo và Đài Phát thanh – Truyền hình Phú Thọ hợp nhất với Báo Hòa Bình, Báo Vĩnh Phúc và Đài Phát thanh – Truyền hình Vĩnh Phúc thành Báo và Phát thanh – Truyền hình Phú Thọ.

## Cơ cấu tổ chức
I. Ban Giám đốc Đài:
- Bà: Nguyễn Thị Tuyết Chinh: Giám đốc, Tổng biên tập. SĐT: 0983 306 898
- Ông: Lê Hồng Khanh: Phó Giám đốc, Phó Tổng biên tập. SĐT: 0975 405 575
- Ông: Đặng Chí Thành: Phó Giám đốc, Phó Tổng biên tập. SĐT: 0913 389 638
- Ông: Đào Xuân Quỳnh: Phó Giám đốc, Phó Tổng biên tập. SĐT: 0983346836
II. Các phòng chuyên môn nghiệp vụ:
1.Văn phòng:
- Chánh văn phòng - Ông: Nguyễn Xuân Ngọc
- Phó chánh văn phòng - Ông: Vũ Văn Đức
- Phó chánh văn phòng - Ông: Lê Hải Nam
2. Phòng Thời sự:
- Trưởng phòng - Bà: Phan Thị Thu Hiền
- Phó phòng - Ông: Đào Gia Thái
- Phó phòng - Bà: Trần Thị Thương Huyền
3. Phòng Thư ký biên tập và Thông tin điện tử
- Trưởng phòng - Bà: Cao Thị Thu Hiền
- Phó phòng - Bà: Nguyễn Minh Lê
- Phó phòng - Bà: Dương Thanh Lưu
4. Phòng Chuyên đề và Dân tộc - Miền núi:
- Trưởng phòng - Ông: Trần Mạnh Cường
- Phó phòng - Bà: Tống Thu Phương
- Phó phòng - Bà: Nguyễn Lương Minh
5. Phòng Văn nghệ và Giải trí:
- Trưởng phòng - Ông: Dương Duy Khoa
- Phó phòng - Bà: Dương Quỳnh Hoa
- Phó phòng - Bà: Nguyễn Kiều Liên Phương
6. Phòng Kỹ thuật và Công nghệ:
- Trưởng phòng - Ông: Đặng Xuân Toản
- Phó phòng - Ông: Nguyễn Ngọc Tân
- Phó phòng - Ông: Nguyễn Trọng Tuân
- Phó phòng - Ông: Nguyễn Quốc Khánh
7. Phòng Dịch vụ và Quảng cáo:
- Trưởng phòng - Ông: Vũ Anh Tuấn
- Phó phòng - Ông: Đỗ Kim Giang
- Phó phòng - Ông: Bùi Xuân Thủy

## Phát sóng hạ tầng

### Phát thanh
FM 106 Mhz: Kênh phát thanh thông tin - âm nhạc, phát sóng các buổi 5h-7h, 11h-14h và 17h-20h, giữa các buổi và sau buổi phát sóng chiều đài tiếp âm VOV1, đồng thời phát trên vệ tinh Vinasat-1

### Truyền hình
PTV Phú Thọ: Thời lượng từ 5 giờ 32 đến 0 giờ ngày hôm sau.
VTVcab: Kênh 267 (HD)
SCTV: phủ sóng DVB-T2
DTV: Kênh 48 (SD)
VTC Digital: Kênh 26 (HD)
MyTV: Kênh 191 (SD), Kênh 192 (HD)
FPT Play: Kênh 162
Viettel TV: Kênh 243
Truyền hình OTT: VieON, FPT Play, Clip TV, VTVCab ON
Truyền hình Vinasat
Xem trực tiếp: phuthotv.vn